# DISA (empresa)

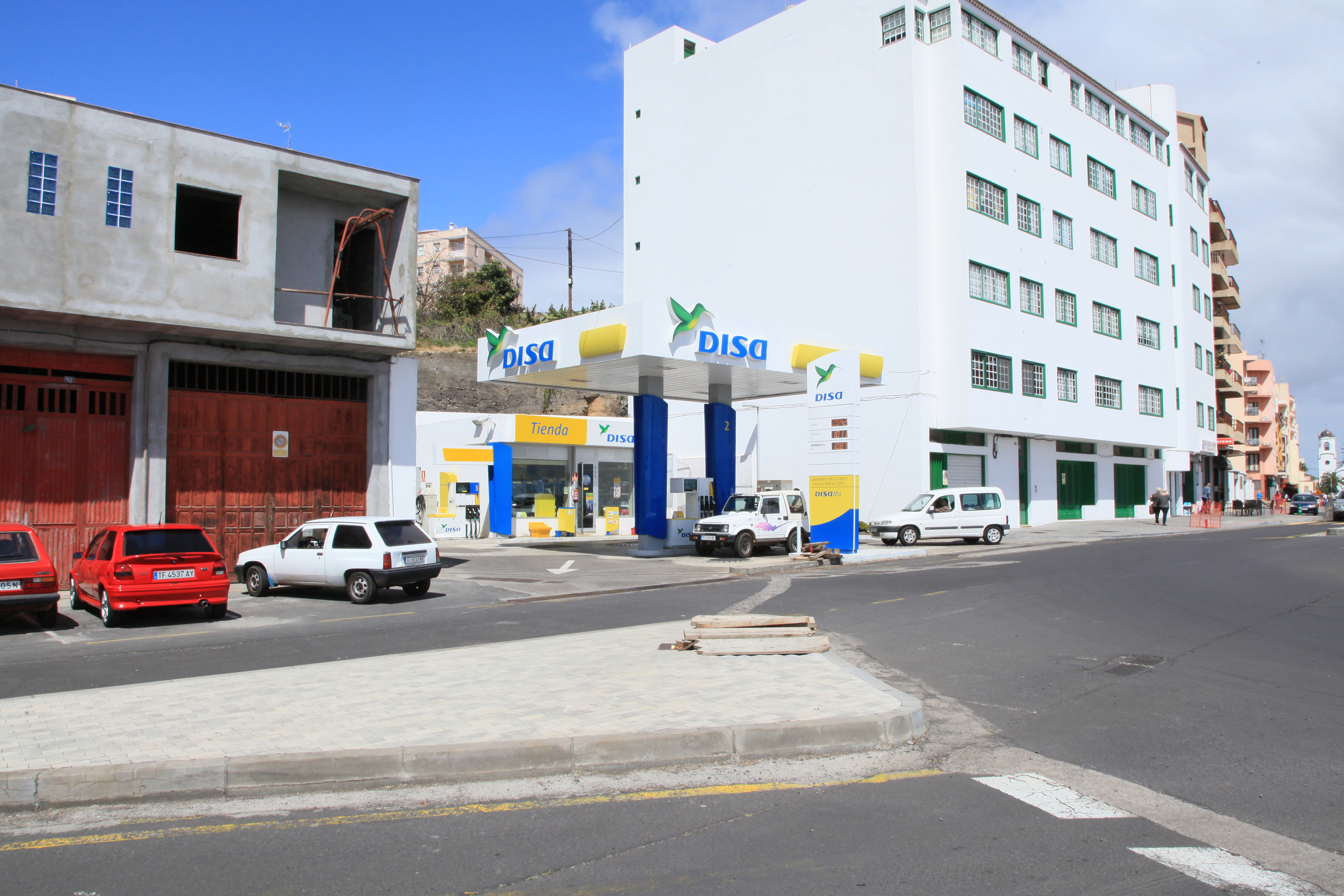
Agencia Disa en La Palma

DISA Corporación Petrolífera, S.A o simplemente DISA, es una empresa petrolífera española, cuyo objeto social es el refino y la comercialización de diferentes productos petrolíferos, así como de sus derivados, fundada en Santa Cruz de Tenerife (Canarias) en 1933. La compañía también realiza labores de comercialización, transporte y almacenamiento de gasolina y productos derivados del petróleo como gas o lubricantes, además de la generación y comercialización de electricidad. Fue la primera empresa que comercializó en España la popular bombona de butano. Está constituida como la sociedad dominante del Grupo DISA, un grupo empresarial multisectorial que además de las actividades petroleras, tiene intereses en otros sectores económicos, como el sector alimentario –a través de DAMM–, la construcción o la hostelería y el turismo.
En 2009 contaba con 529 gasolineras, de las que 204 se encuentran en Canarias –su principal zona de actividad– y 315 en la península, Ceuta y Melilla. Es la principal empresa de distribución de productos energéticos en Canarias y cuarta en el conjunto de España. En 2018, el Grupo DISA contaba, según sus propias cuentas, con 3676 empleados, aunque esta cifra asciende a 8250 si se incluye como empleados a los de la empresa DAMM, cuyo mayor accionista es DISA. En el año 2020 Disa compra la petrolera portuguesa PRIO, sumando 247 gasolineras a su red en la península. También, en el año 2021 compra a la petrolera brasileña Petrobas, su red de gasolineras en Uruguay, sumando su a su red 90 nuevas estaciones de servicios.

## Historia
La compañía fue fundada en Santa Cruz de Tenerife (Islas Canarias) en 1933 como Distribuidora Industrial, S.A. (DISA), con el objetivo de desarrollar en las Islas Canarias (única parte de España excluida del Monopolio de Petróleos), una red de distribución de combustibles derivados del petróleo.
La instalación, algunos años antes, en Tenerife de la Refinería de la Compañía Española de Petróleos (CEPSA) favoreció la aparición de esta sociedad.
Desde sus comienzos, Disa tuvo que hacer frente a un mercado muy competitivo, toda vez que desde hacía años estaban establecidas en las islas las grandes petroleras internacionales, como Shell y Texaco, que importaban sus productos del exterior. En un principio, el abastecimiento a las restantes islas se efectuaba por bidones que se transportaban en barcos motoveleros. A medida que el consumo fue aumentando, fundamentalmente debido al crecimiento del parque automovilístico, Disa fue sustituyendo este sistema de aprovisionamiento por barcos petroleros que transportaban los productos a granel.
En el año 2004, Disa alcanzó las 485 estaciones de servicio en España, tras adquirir a Shell sus 338 gasolineras y el 5% de la Compañía Logística de Hidrocarburos (CLH) colocándose como el cuarto operador de España, tras Repsol YPF, Cepsa, y BP, con el 5% de cuota de mercado en la venta minorista de hidrocarburos. Las nuevas estaciones seguirían llevando la marca Shell aunque pertenecieran a Disa. En septiembre de 2007, Disa formalizó la compra a Total España, S.A., de 4 estaciones de servicio, su negocio de ventas directas y la sociedad Petroli, S.A.U. con sede en Barcelona.
A mediados de 2010, Disa anunció el cambio de imagen de sus estaciones, siendo su nuevo logo un colibrí. El cambio de imagen de sus estaciones se produjo de forma continuada y afectó no solo a sus estaciones Shell, sino también a las estaciones CEPSA que gestiona.

## Actualidad
En la actualidad, Disa cuenta con instalaciones de almacenamiento en cada una de las islas, con una capacidad total de 215.000 m³. La primera de ellas fue construida en 1952 en la Isla de La Palma en sociedad al 50% con Shell. La instalación más importante es la de Salinetas, Telde (Gran Canaria), que con una capacidad de almacenamiento de 155.000 m³ cuenta con muelle y fondeadero submarino propios. Esta instalación está conectada por tubería a los grandes centros de consumo de la isla como el aeropuerto, la central eléctrica y la potabilizadora.

## Operaciones fuera de España

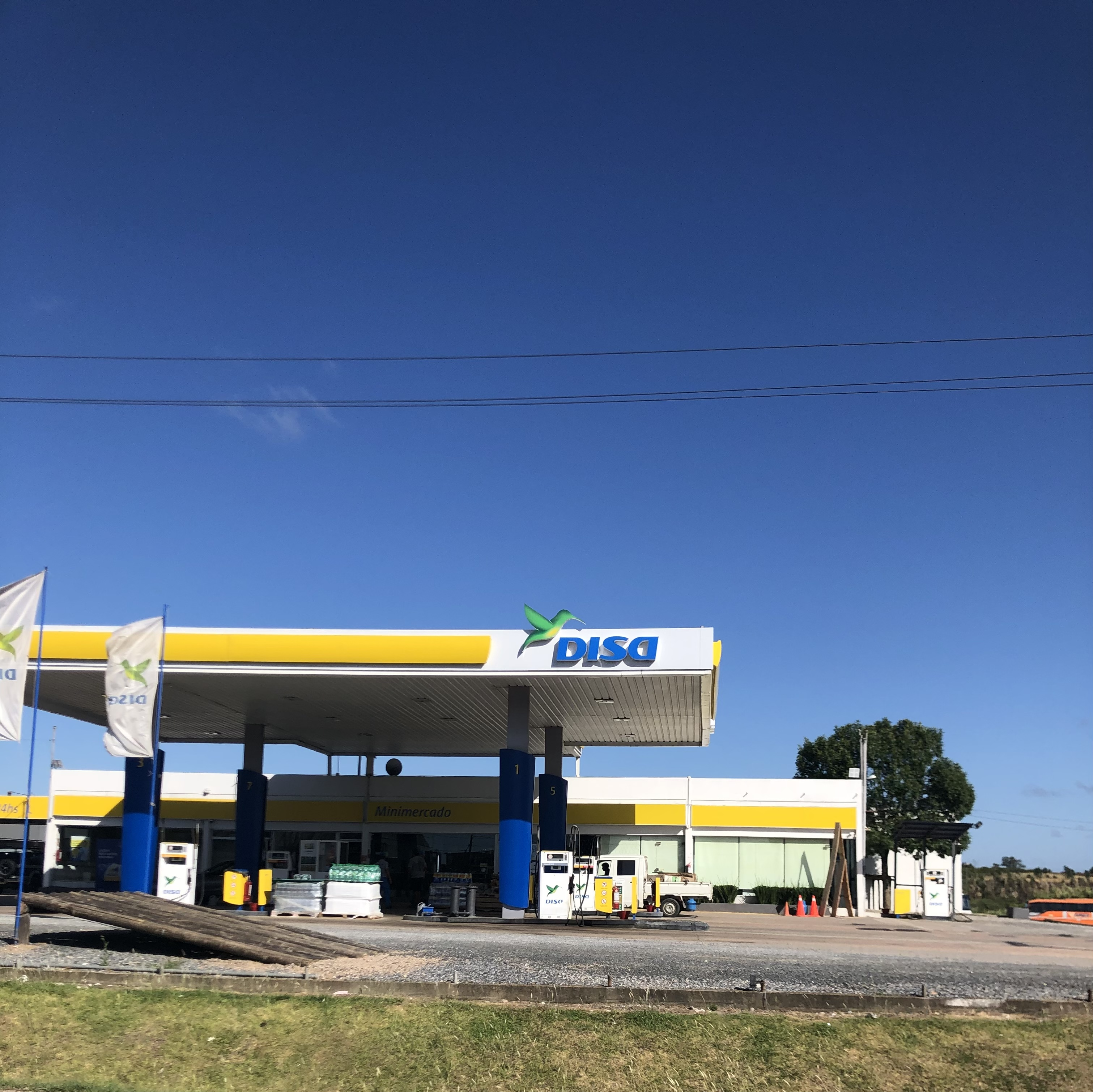
Estación de servicio en Uruguay

El 29 de mayo de 2020, acordó asumir la operación de todas las estaciones de servicio de Petrobras en Uruguay. Finalmente en junio de 2021 se realizó la apertura de la primera estación Disa en Uruguay y en América. La primera estación inaugurada bajó la marca Disa, se encuentra ubicada en el barrio Punta Carretas de Montevideo. En el país, operará un estimado de 88 estaciones de servicio. Ese mismo año, DISA compra la portuguesa PRIO con lo que añade 247 gasolineras en la península.